# Elfo (RPG)

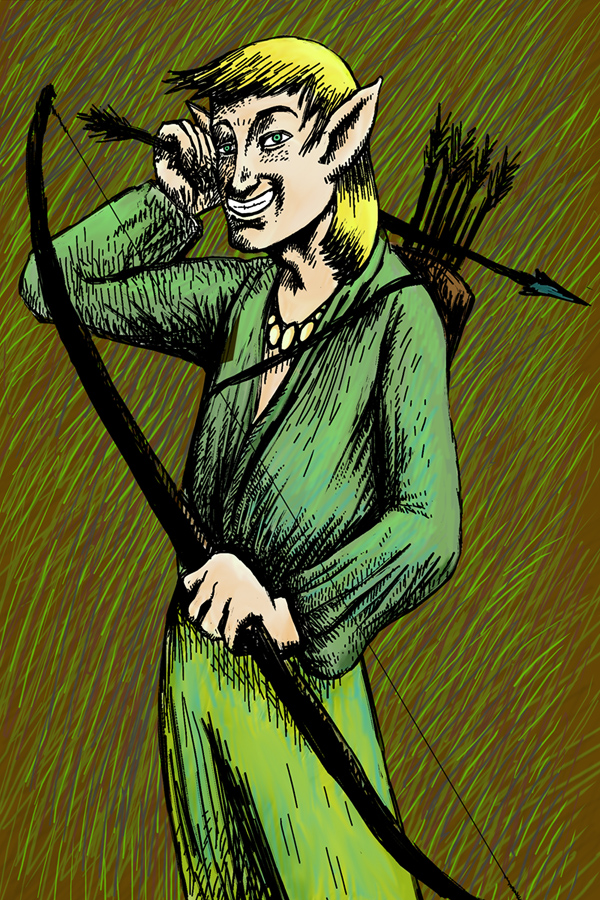
Ilustração de um Elfo

Elfos são seres fictícios, comuns na maioria dos jogos de RPG. Na maioria das vezes são tidos como uma raça mística com aparência humanóide geralmente belos(as) e loiros. Geralmente mais altos e menos fortes, porém mais rápidos e habilidosos que os humanos. Muitas vezes são representados como Semi-Deuses e Imortais
São tidos seres mágicos, ligados à natureza, o que os diferencia de Magos e Feiticeiros, que advém do estudo das artes arcanas por outras raças.
São tidos como excelentes arqueiros e possuem natural aptidão para as magias da Natureza (típica dos Druidas). Também famosos por Criarem Várias armadilhas para se livrar de seus inimigos. Têm longevidade e excelente prontidão (5 sentidos aguçados). Entre eles e os Anões há uma inicial indisposição. A reação entre eles sempre deve começar negativa.
Tipos principais:
- Elfos da Montanha (distantes da sociedade, possuem reação negativa a qualquer um que não seja elfo. Possuem maior resistência que outros elfos)

- Elfos da Floresta mais conhecidos como Bosmer, (foram os primeiros a manterem contatos com outras raças. Possuem ascendência sobre outros tipos de elfos pelo seu poder mágico e seu maior conhecimento.)

- Elfos Escuros (- ou elfos negros. Vagueiam em pântanos, charcos e nas regiões mais úmidas e fechadas das Florestas. São hostis a outras raças e têm reação negativa com todos, inclusive outros elfos.)

Tipos secundários:
- Elfos Noturnos: estes elfos têm geralmente a pele que varia do roxo ao violeta. São inteligentes e pela característica da raça tem mais vantagem na noite.

- Altos Elfos: são uma "sub-espécie" dos elfos da noite. Este tipo de elfo é o que está mais próximo de ser humano na aparência.

- Elfos Da Noite: São uma  "sub-espécie" dos elfos. Esse tipo está somente encontrado em Tormenta.